# Гідродинамічний зв'язок покладів
Гідродинамічний зв'язок покладів (рос. гидродинамическая связь залежей, англ. hydrodynamic association of deposits, нім. hydrodynamischer Zusammenhang zwischen Lagerstätten f pl) – зв'язок між покладами, що проявляється в зміні пластового тиску одного покладу під впливом розробки іншого покладу; здійснюється по водопроникних породах-колекторах, до яких належать поклади. Приводить до ряду негативних явищ: нахилів контакту, зміщення покладу в раніше водоносну зону пласта, перетіканню нафти і газу по пласту з пастки в пастку, втрати частини запасів. Про наявність Г.з.п. можна судити за непрямими ознаками: аналогією з сусідніми покладами, що тривалий час розробляються, відсутністю мінеральних новоутворень і окисненою високов'язкою нафтою на контакті покладу з водою, характеру розподілу нафтогазоносності по розрізу відкладів. Для достовірного визначення Г.з.п. необхідне проведення спеціальних гідродинамічних досліджень пластів і свердловин.